# Beauvoir (Yonne)
 Beauvoir  es una comuna y población de Francia, en la región de Borgoña, departamento de Yonne, en el distrito de Auxerre y cantón de Toucy.
Su población en el censo de 1999 era de 299 habitantes.
Está integrada en la Communauté de communes du Toucycois .

## Demografía
| 227 | 204 | 208 | 236 | 287 | 299 |
| Para los censos de 1962 a 1999 la población legal corresponde a la población sin duplicidades (Fuente: INSEE [Consultar]) |     |     |     |     |     |